# Platypalpus crassifemoris
Platypalpus crassifemoris är en tvåvingeart som först beskrevs av Fitch 1856.  Platypalpus crassifemoris ingår i släktet Platypalpus och familjen puckeldansflugor. Inga underarter finns listade i Catalogue of Life.